# Joseph Christian Auracher von Aurach
Joseph Christian Auracher von Aurach (* 20. Dezember 1756 in Olmütz; † 30. Dezember 1831 in Wien) war ein österreichischer Generalmajor und Militärwissenschaftler.

## Leben
Joseph Christian Auracher von Aurach beendete 1776 seine Ausbildung im Adeligen Cadetenhaus (siehe Theresianischen Militärakademie) in Wien und kam als Fähnrich in das Infanterie-Regiment Anton von Colloredo Nr. 20. Er wurde als Oberleutnant in den Generalquartiermeisterstab versetzt, dort blieb er bis zur Beförderung zum Oberstleutnant.
Er fertigte 1785 einen Stammbaum des Hauses Habsburg-Lothringen.
1802 erfolgte seine Ernennung zum Professor der Kriegswissenschaft an der Theresianischen Militärakademie.
Joseph Christian Auracher von Aurach, der sich in der Folge von Johann Georg Julius Venturini (1772–1802) sah, hatte sich mit der Beurteilung von Gelände befasst, ... Terrain ist also dasjenige, was den Streit entscheidet. Er definierte die Militärwissenschaft als die Lehre der vorteilhaftesten Anordnung der Waffen auf den verschiedenen Terrainarten zur Erreichung eines gewissen Zweckes, in jeder vorkommenden kriegerischen Handlung. Zu dieser Thematik veröffentlichte er verschiedene Schriften.
Er wurde 1809 zum Oberst und Brigadier der oberösterreichischen Landwehr befördert und im selben Jahr, nach Abschluss des Frieden von Schönbrunn, als 2. Oberst zum Infanterie-Regiment Nr. 30 versetzt.
Am 21. April 1818 wurde er zum Generalmajor befördert, bevor er in Pension ging; in seiner Dienstzeit hatte er an vierzehn Feldzügen gegen die Preußen, das Osmanische Reich und Frankreich (siehe Koalitionskriege) teilgenommen.
Nach seiner Pensionierung widmete er sich ausschließlich kriegswissenschaftlichen Arbeiten und verfasste weitere verschiedene Schriften; die Lithografien in seinen Schriften entwarf er selbst.
Er verbesserte eine bereits vorhandene Einrichtung zum Landschaftszeichnen und veröffentlichte 1819 hierzu seine Schrift Quarreograph; ein neues und einfaches Instrument, jede perspektivische Zeichnung mit der strengsten Genauigkeit aufzunehmen.

## Ehrungen und Auszeichnungen
1971 wurde in Baden die Auracherstraße nach Joseph Christian Auracher von Aurach benannt.

## Schriften (Auswahl)
- Vorlesungen über die angewandte Taktik oder eigentliche Kriegswissenschaft.
  - 1. Teil, 1. Band. Wien, 1812 (Digitalisat).
  - 1. Teil, 2. Band. Wien, 1812 (Digitalisat).
  - 2. Teil, 1. Band. Wien, 1812 (Digitalisat).
  - 2. Teil, 2. Band. Wien 1813 (Digitalisat).
- Antikritik. Wien 1813 (Digitalisat).
- Quarreograph; ein neues und einfaches Instrument, jede perspektivische Zeichnung mit der strengsten Genauigkeit aufzunehmen. Wien, 1819 (Digitalisat).
- Ausführliche Anweisung zu einem ganz neuen und einfachen Antigraphen (Gegen- und Verkehrtzeichner). Wien, 1820 (Digitalisat).
- Beytrag zur noch größern, durch fortwährenden Gebrauch errungenen wesentlichen Vollkommenheit des bereits bekannten Quarreographen. Wien, 1823 (Digitalisat).
- Perspectivische Ansichten der Stadt Baden und deren Umgebungen nebst ausführlicher Beschreibung dieses Curortes.
  - Band 1. Wien, 1822.
  - Band 2. Wien, 1824.
- Perspektivische Ansichten von Obersteyer. Wien, 1825.
- Perspectivische Ansichten aus dem Eisenburger Comitate in Ungarn. Wien, 1825.